# Kremser SC
Kremser Sportclub – austriacki klub piłkarski grający w Landeslidze (IV poziom rozgrywkowy), mający siedzibę w mieście Krems.

## Historia
Klub został założony 24 sierpnia 1919 jako 1. Kremser Sport-Club. 22 lipca 1920 zmieniono nazwę klubu na Krems-Steiner-Sport-Club (Krems-Steiner SC). W 1924 roku doszło do kolejnej zmiany nazwy, tym razem na Kremser Sportclub W 1930 roku Kremser SC wywalczył amatorskie mistrzostwo Austrii. W sezonie 1955/1956 po raz pierwszy w swojej historii klub awansował do pierwszej ligi austriackiej. Spadł z niej po czterech sezonach po przegranych barażach z FC Dornbirn 1913. W 1988 roku Kremser SC zdobył Puchar Austrii, dzięki zwycięstwu w finale ze Swarovskim Tirol (2:0, 3:1). W sezonie 1988/1989 klub wystąpił w Pucharze Zdobywców Pucharów, jednak odpadł w pierwszej rundzie (1/16 finału) z FC Carl Zeiss Jena (0:5, 1:0). W tamtym sezonie Kremser SC wywalczył awans do pierwszej ligi, z której spadł w sezonie 1991/1992. W latach 1992–1994 grał w drugiej lidze.

## Sukcesy
- Puchar Austrii

zwycięstwo 1988
- Landesliga Niederösterreich

mistrzostwo: 1930, 1931, 1933, 1954, 1974, 1983, 2001

## Historia występów w pierwszej lidze
| Sezon     | Pozycja                  | M  | Pkt. | Z | R | P  | GZ | GS |
| --------- | ------------------------ | -- | ---- | - | - | -- | -- | -- |
| 1956/1957 | 9.                       | 26 | 22   | 9 | 4 | 13 | 53 | 79 |
| 1957/1958 | 12.                      | 26 | 20   | 8 | 4 | 14 | 39 | 67 |
| 1958/1959 | 9.                       | 26 | 22   | 8 | 6 | 12 | 49 | 51 |
| 1959/1960 | 12. (spadek)             | 26 | 18   | 6 | 6 | 14 | 44 | 65 |
| 1989/1990 | 9.                       | 22 | 20   | 7 | 6 | 9  | 18 | 17 |
| 1990/1991 | 11.                      | 22 | 13   | 3 | 7 | 12 | 18 | 40 |
| 1991/1992 | 10. (spadek po play-off) | 22 | 14   | 4 | 6 | 12 | 23 | 43 |

## Europejskie puchary
Legenda do wszystkich tabel:
- Q – runda eliminacyjna, 1/16, 1/8, 1/4, 1/2 – odpowiednia faza rozgrywek, Grupa – runda grupowa, 1r gr – pierwsza runda grupowa, 2r gr – druga runda grupowa, F – finał, R – runda, PO – play-off
- k. – rzuty karne, los. – losowanie, Dogr. – dogrywka, w. – zasada bramek strzelonych na wyjeździe

| Sezon   | Rozgrywki                 | Runda | Przeciwnik         | Dom | Wyjazd | Ogólnie |
| ------- | ------------------------- | ----- | ------------------ | --- | ------ | ------- |
| 1988/89 | Puchar Zdobywców Pucharów | 1R    | FC Carl Zeiss Jena | 1–0 | 0–5    | 1–5     |

## Reprezentanci kraju grający w klubie
Stan na czerwiec 2015.
| - Ernst Baumeister - Karl Daxbacher - Felix Gasselich - Otto Janczik - Thomas Janeschitz - Adalbert Kaubek - Julius Kovazh - Hans Krankl | - Josef Smistik - Mario Kempes - Ivan Čabala - Momar Njie - Slobodan Batričević - Romas Mažeikis - Alexander Martinek |